# أسا فولر
أسا فولر هو سياسي أمريكي، ولد في 23 فبراير 1811، وتوفي في 26 أبريل 1885. نشط حزبياً في الحزب الجمهوري والحزب الديمقراطي. وقد انتخب عضو مجلس نواب نيوهامبشير ‏.